# Cissus subramanyamii
Cissus subramanyamii là một loài thực vật hai lá mầm trong họ Nho. Loài này được B.V.Shetty & Par.Singh mô tả khoa học đầu tiên năm 2000.